# شوپینگن
شوپینگن (به آلمانی: Schöppingen) یک شهر در آلمان است که در بورکن واقع شده‌است. شوپینگن ۷٬۹۰۹ نفر جمعیت دارد.